# Lippenbändchenpiercing
Ein Lippenbändchenpiercing (auch Lippenbandpiercing, Frenulum oder Smiley genannt, weil es nur beim Lächeln sichtbar ist) wird meist durch das Frenulum gestochen, das die Oberlippe in der Mitte mit dem Zahnfleisch verbindet und ist damit die entgegenliegende Variante des Frowny-Piercings, das durch das kleinere Bändchen in der Unterlippe gestochen wird. Das Lippenbändchen ist dünn, jedoch verhältnismäßig stabil. Da es aus Schleimhautgewebe besteht, verheilt es schnell und entzündet sich nur in seltenen Fällen.

## Heilung und Pflege
Das Lippenbandpiercing ist eines der unkompliziertesten Piercings. Die Heildauer beträgt ein bis zwei Wochen. Zur Desinfektion – vorzugsweise nach dem Essen oder Rauchen – kann man ein Spray oder eine Spülung benutzen, auf hochprozentigen Alkohol sollte in dieser Zeit jedoch verzichtet werden.

## Schmuck
Als Erstschmuck setzen Piercer meist ein Hufeisen oder einen Geschlossenen Ring ein, welcher aus Titan oder Chirurgenstahl besteht. Geeignet für den Einsatz ist ein Ball Closure Ring mit einer Materialstärke bis zu 1,6 Millimetern und einem möglichst kleinen Innendurchmesser. Der Ring sollte jedoch nicht dünner als 1,2 Millimeter sein, da sonst die Gefahr besteht, dass das Piercing während des Heilungsprozesses herauswächst. Für die Ball Closure Rings wurden speziell für das Lippenbändchen Klemmkugeln entwickelt, die hinten abgeflacht sind, damit eventuelle Zahnschäden vermieden werden. Aus zahnmedizinischer Sicht wird oft von diesem Piercing abgeraten, da bei zu großem Ring der Schmuck auf den Schneidezähnen aufliegt. Im Normalfall befindet sich dieser aber auf dem Zahnfleisch oberhalb. Dort hinterlässt er auch keinen dauerhaften Schaden, aber möglich sind kleine Eindrücke von der Kugel, die aber bei kurzer Piercingabstinenz wieder verschwinden. Möglich ist auch der Einsatz eines Barbells. Dieser kann als Schmuck zwar nicht sichtbar getragen werden, da er von der Oberlippe bedeckt wird, die Gefahr jeglicher Schädigung ist jedoch weitaus geringer.

## Probleme
Das Lippenbandpiercing tut beim Stechen kaum bis gar nicht weh. Es wächst innerhalb von 30 Minuten komplett zu. Wenn man das Piercing schon einige Jahre besitzt, wächst es nicht ganz so schnell zu wie am Anfang.
Beim Stechen kann ein Einreißen des Lippenbändchens nicht ausgeschlossen werden. Allerdings wächst es in diesem Fall in der Regel innerhalb von ein bis zwei Wochen wieder zusammen.
Beschädigungen von Zähnen sind häufig. Da es auch bei sorgfältiger Lage des Piercings zu Schäden am unter der Gingiva liegenden Knochen kommen kann, wird aus zahnmedizinischer Sicht von einem Lippenbändchenpiercing abgeraten. Der Grund liegt in der labial dünn auslaufenden Knochenlamelle. Durch Druckatrophie der Kugel oder des Ringes kann sich diese Lamelle Stück für Stück abbauen. Die Folge ist erst einmal nicht deutlich sichtbar. Da die Gingiva dem Knochen langsam folgt, entsteht so mit der Zeit ein „längerer“ Zahn. Unter Umständen bleibt die Gingiva aber auch ortsständig, mit dem Nachteil, dass sich nun eine sogenannte „Zahnfleischtasche“ bildet. Diese bietet wiederum eine größere Nische für bakterielle Besiedelungen, sodass sich wiederum die Knochenlamelle abbaut. Es entsteht in diesem Fall eine chronische Parodontitis.